# Église Saint-Jean de Stevanac
Pour les articles homonymes, voir Église Saint-Jean.
L'église Saint-Jean de Stevanac (en serbe cyrillique : Црква Светог Јована у Стеванцу ; en serbe latin : Crkva Svetog Jovana u Stevancu) est une église orthodoxe serbe située à Stevanac près de Stalać, dans le district de Rasina et dans la municipalité de Ćićevac en Serbie. Elle est inscrite sur la liste des monuments culturels de grande importance de la république de Serbie (identifiant no SK 512),,.

## Présentation

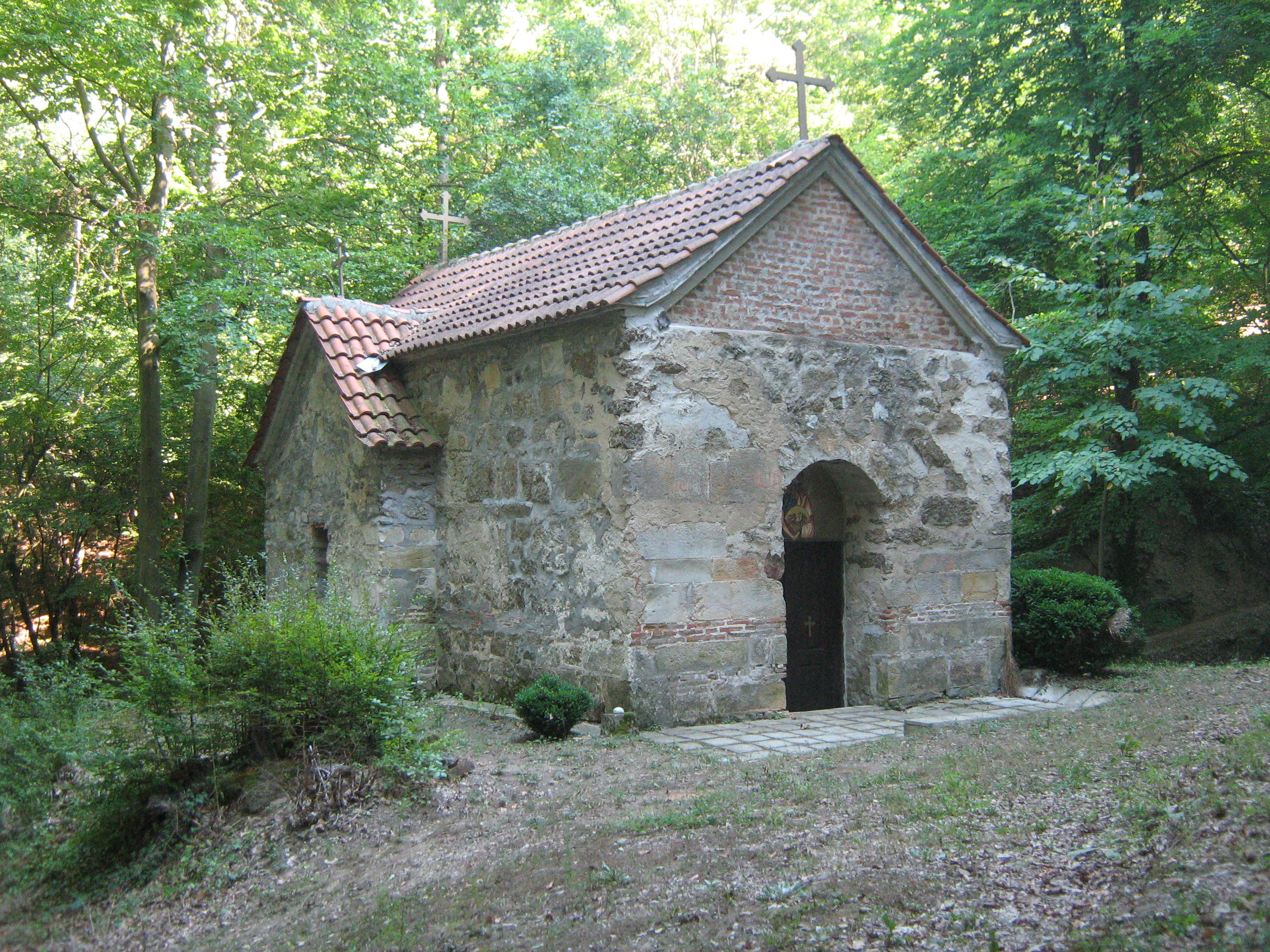
Autre vue de l'église.

L'église est construite à proximité de la confluence entre  la Morava occidentale et la Morava méridionale qui s'effectue à Stalać, sur la rive gauche de la Morava méridionale.
Les sources la rattachent à l'école rascienne mais les données historiques sont insuffisantes pour déterminer la période exacte de sa construction. Elle pourrait dater du XVe siècle.
Aujourd'hui partiellement en ruines, elle s'inscrit dans un plan cruciforme ; la nef est prolongée par une abside demi-circulaire et est précédée par un narthex. L'église était probablement dotée d'une voûte en berceau sans coupole. Elle est construite en pierres de taille de grès jaune et en tuffeau.
L'intérieur de l'église était orné de fresques dont il ne subsiste aujourd'hui que des traces.